# Cookie (2013)
Cookie (Brasil: Um Presente para Toda a Vida )  é um filme francês dos géneros drama e comédia de 2013, escrito e dirigido por Léa Fazer.

## Sinopse
A governanta chinesa de Adeline de repente desaparece, deixando para trás um menino que não fala uma palavra da língua francesa. Ajudado por sua irmã, ela cuida da criança e tenta localizar a mãe.

## Elenco
- Alice Taglioni como Adeline
- Virginie Efira como Delphine
- Mehdi Nebbou como Mathieu
- Scali Delpeyrat como Cyril
- Mariam Serbah como Radhija
- Max Ding como Lee Yu
- Philippe Lefebvre como Copiloto
- Lolita Offenstein como Marie
- Léo Legrand como Benjamin
- Yubai Zhang como Liang Min Su